# Manoir du Mesnil-Besnard
Das Herrenhaus Manoir du Mesnil-Besnard in der 6 Route de Leffard in Falaise (Route départementale 157), einer französischen Gemeinde im Département Calvados in der Region Normandie, wurde im 18. Jahrhundert errichtet. Das Gebäude steht seit 1987 als Monument historique auf der Liste der Baudenkmäler in Frankreich.

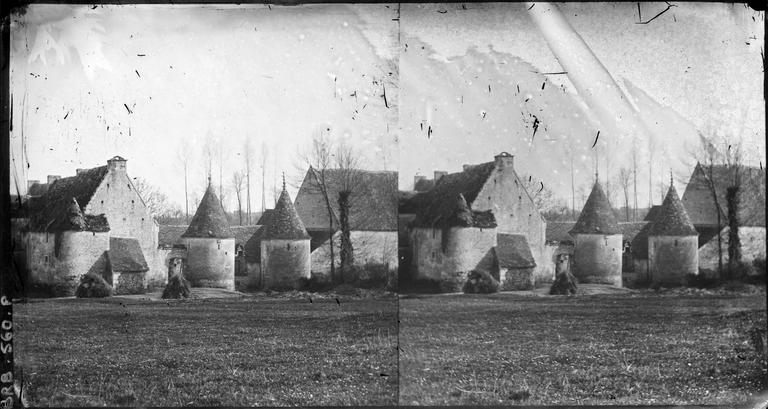
Aufnahmen des Herrenhauses aus der Zeit um 1840 bis 1872

Der Denkmalschutz bezieht sich auf das Wohnhaus, Nebengebäude, Scheune und die Türme.